# Liste d'élections en 1902
Chronologie des élections
- 1898
- 1899
- 1900
- 1901
- 1902
- 1903
- 1904
- 1905
- 1906

Cet article recense les élections organisées durant l'année 1902.

## Élections nationales en 1902
Cette section concerne les élections législatives et présidentielles dans un état souverain, éventuellement fédéral, ainsi que leurs principaux référendums.
| Date                            | État          | Élection ou référendum | Contexte                                                   | Résultat |
| ------------------------------- | ------------- | ---------------------- | ---------------------------------------------------------- | --- |
| 1902                            | Équateur      | Législatives (es)      |                                                            | Cette section est vide, insuffisamment détaillée ou incomplète. Votre aide est la bienvenue ! Comment faire ? |
| 15 janvier 1902 - 22 avril 1903 | États-Unis    | Sénat (en)             |                                                            | Voir l'article Liste d'élections en 1903                                                                      |
| 16 février                      | Costa Rica    | Présidentielle (en)    |                                                            | Cette section est vide, insuffisamment détaillée ou incomplète. Votre aide est la bienvenue ! Comment faire ? |
| 1er mars                        | Brésil        | Présidentielle (en)    |                                                            | Francisco de Paula Rodrigues Alves est élu avec 92 % des voix.                                                |
| 27 avril - 11 mai               | France        | Législatives           |                                                            | Le Bloc des gauches remporte une majorité absolue des sièges.                                                 |
| 25 mai                          | Belgique      | Législatives           |                                                            | Le gouvernement de Smet de Naeyer II (Parti catholique) est reconduit.                                        |
| 10 juin                         | Luxembourg    | Législatives           |                                                            | Cette section est vide, insuffisamment détaillée ou incomplète. Votre aide est la bienvenue ! Comment faire ? |
| 25 juin - 4 novembre            | États-Unis    | Chambre (en)           |                                                            | Cette section est vide, insuffisamment détaillée ou incomplète. Votre aide est la bienvenue ! Comment faire ? |
| 8 juillet                       | Pays-Bas      | 1re Chambre (nl)       |                                                            | Cette section est vide, insuffisamment détaillée ou incomplète. Votre aide est la bienvenue ! Comment faire ? |
| 10 août                         | Japon         | Générales (en)         |                                                            | Cette section est vide, insuffisamment détaillée ou incomplète. Votre aide est la bienvenue ! Comment faire ? |
| 3 - 4 septembre                 | Liechtenstein | Législatives (en)      |                                                            | Cette section est vide, insuffisamment détaillée ou incomplète. Votre aide est la bienvenue ! Comment faire ? |
| 19 septembre                    | Danemark      | Fédérales (en)         |                                                            | Cette section est vide, insuffisamment détaillée ou incomplète. Votre aide est la bienvenue ! Comment faire ? |
| Octobre                         | Honduras      | Présidentielle (en)    | Élections distinctes du président et du vice-président.    | Manuel Bonilla élu président ; Miguel Rafael Dávila, vice-président, tous deux du Parti national du Honduras  |
| 26 octobre                      | Suisse        | Fédérales              |                                                            | Le Parti radical-démocratique remporte une majorité absolue des sièges.                                       |
| 17 novembre                     | Grèce         | Législatives           |                                                            | Les partisans de Theódoros Deligiánnis remportent une majorité relative de sièges.                            |
| 23 novembre                     | Suisse        | Référendum (de)        | Arrêté fédéral « Subvention de l'école primaire publique » | Approuvé |
| 30 novembre                     | Uruguay       | Sénatoriales (en)      |                                                            | Cette section est vide, insuffisamment détaillée ou incomplète. Votre aide est la bienvenue ! Comment faire ? |

## Élections en subdivisions nationales en 1902
Cette section concerne les élections législatives dans un État fédéré, une subdivision territoriale ou une colonie d'un État souverain, ainsi que leurs principaux référendums.
| Date                      | Subdivision               | État               | Élection ou référendum  | Contexte | Résultat |
| ------------------------- | ------------------------- | ------------------ | ----------------------- | -------- | --- |
| 1902                      | Porto Rico                | États-Unis         | Générales (en)          |          | Cette section est vide, insuffisamment détaillée ou incomplète. Votre aide est la bienvenue ! Comment faire ? |
| 7 janvier - 1er octobre   | Suède                     | Suède-Norvège      | 1re Chambre (sv)        |          | Cette section est vide, insuffisamment détaillée ou incomplète. Votre aide est la bienvenue ! Comment faire ? |
| 17 février                | Bulgarie                  | Empire ottoman     | Législatives (en)       |          | Cette section est vide, insuffisamment détaillée ou incomplète. Votre aide est la bienvenue ! Comment faire ? |
| 11 mars                   | Queensland                | Australie          | Législatives (en)       |          | Cette section est vide, insuffisamment détaillée ou incomplète. Votre aide est la bienvenue ! Comment faire ? |
| 17 mars                   | Zambézie du Sud           | Rhodésie           | Conseil législatif (en) |          | Cette section est vide, insuffisamment détaillée ou incomplète. Votre aide est la bienvenue ! Comment faire ? |
| Avril                     | Suriname                  | Pays-Bas           | Législatives (nl)       |          | Cette section est vide, insuffisamment détaillée ou incomplète. Votre aide est la bienvenue ! Comment faire ? |
| 3 mai                     | Australie-Méridionale     | Australie          | Législatives (en)       |          | Le Premier ministre libéral John Jenkins conserve sa majorité.                                                |
| 21 mai                    | Territoires du Nord-Ouest | Canada             | Générales               |          | Le Premier ministre libéral-conservateur Frederick W. A. G. Haultain conserve sa majorité.                    |
| 29 mai                    | Ontario                   | Canada             | Générales (en)          |          | Le Premier ministre libéral George William Ross conserve sa majorité.                                         |
| Juin                      | Islande                   | Danemark           | Législatives (en)       |          | Cette section est vide, insuffisamment détaillée ou incomplète. Votre aide est la bienvenue ! Comment faire ? |
| 1er - 30 septembre        | Suède                     | Suède-Norvège      | 2de Chambre (sv)        |          | Cette section est vide, insuffisamment détaillée ou incomplète. Votre aide est la bienvenue ! Comment faire ? |
| 1er octobre               | Victoria                  | Australie          | Législatives (en)       |          | Cette section est vide, insuffisamment détaillée ou incomplète. Votre aide est la bienvenue ! Comment faire ? |
| Novembre                  | Silésie autrichienne      | Autriche-Hongrie   | Législatives (cs)       |          | Cette section est vide, insuffisamment détaillée ou incomplète. Votre aide est la bienvenue ! Comment faire ? |
| 25 novembre - 22 décembre | Nouvelle-Zélande          | Empire britannique | Législatives            |          | Le Premier ministre libéral Richard Seddon conserve sa majorité.                                              |
| 4 décembre                | Ontario                   | Canada             | Référendum (en)         |          | Cette section est vide, insuffisamment détaillée ou incomplète. Votre aide est la bienvenue ! Comment faire ? |